# Uki

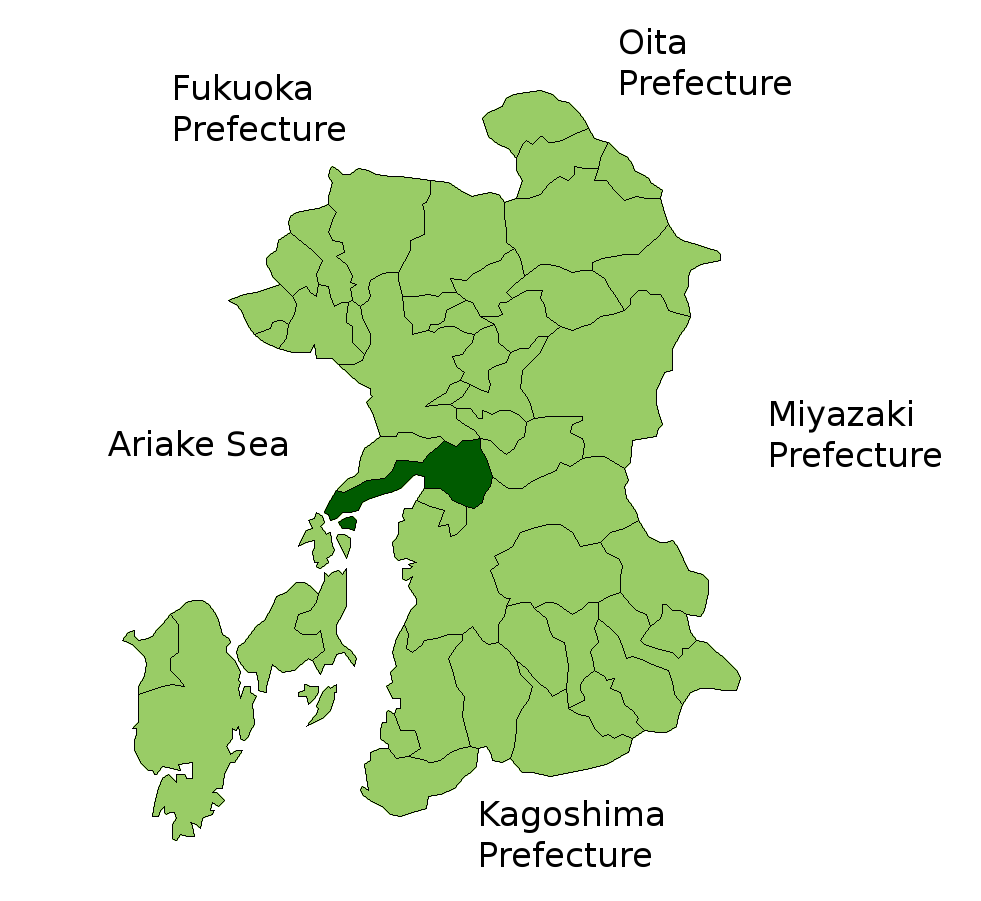

Uki (宇城市 Uki-shi?) este un municipiu din Japonia, prefectura Kumamoto.